# Kim Myong-gil
Kim Myong-gil (en coreano: 김명길; Corea del Norte; 16 de octubre de 1984) es un exfutbolista norcoreano. Jugó como guardameta en el Amrokgang de la Liga de fútbol de Corea del Norte.

## Selección nacional
Ha sido internacional con la Selección de fútbol de Corea del Norte en 18 partidos internacionales sin goles.

### Participaciones en Copas del Mundo
| Mundial                        | Sede      | Resultado    | Partidos | Goles |
| ------------------------------ | --------- | ------------ | -------- | ----- |
| Copa Mundial de Fútbol de 2010 | Sudáfrica | Primera fase | 0        | 0     |

## Clubes
| Club      | País            | Año  |
| --------- | --------------- | ---- |
| Amrokgang | Corea del Norte | 2008 |